# Bombenrohr

Bombenrohr leer (links), gefüllt mit Reaktionslösung (Mitte) und geschlossen (rechts).

Bombenrohre können als Reaktionsgefäße für die Durchführung chemischer Reaktionen unter erhöhtem Druck benutzt werden. Die Herstellung und Verwendung von Bombenrohren in der Chemie geht auf Georg Ludwig Carius (1829–1875) zurück.

## Verwendung
Die einseitig geschlossenen starkwandigen Rohre aus Glas sind für Drucke von 10 bis 20 bar Überdruck verwendbar. Bei der Füllung des Rohres mit den Edukten und ggf. dem Lösungsmittel darf das obere Ende nicht verunreinigt bzw. benetzt werden. Für das Zuschmelzen des Bombenrohres bedient man sich eines am Ende in einer Gasflamme erweichten Glasstabes, der an die unter Drehen in der Flamme erweichte Öffnung des Rohrs angesetzt wird. Dann wird das Rohr kunstfertig mit Glas zugeschmolzen. Das zugeschmolzene Rohr mit dem Reaktionsgemisch wird dann in eine dickwandige eiserne Schutzhülle gelegt, und schließlich in einem Bombenofen erhitzt. Nach beendeter chemischer Reaktion lässt man das Bombenrohr erkalten. Dann öffnet man das Bombenrohr an der Zuschmelzstelle, um die Reaktionslösung aufzureinigen und zu analysieren.